# Jelonki, Hạt Świdwin
Jelonki [jɛˈlɔnki] (tiếng Đức: Heinrichshütte) là một khu định cư ở khu hành chính của Gmina Połczyn-Zdrój, trong quận Świdwin, West Pomeranian Voivodeship, ở phía tây bắc Ba Lan. Nó nằm khoảng 5 kilômét (3 mi)   phía nam Połczyn-Zdrój, 24 km (15 mi) về phía đông của Świdwin và 107 km (66 mi) về phía đông của thủ đô khu vực Szczecin.
Trước năm 1945, khu vực này là một phần của Đức. Đối với lịch sử của khu vực, xem Lịch sử của Pomerania.
Khu định cư có dân số 30 người.